# Fabio Di Giannantonio
Fabio Di Giannantonio (Rome, 10 oktober 1998) is een Italiaans motorcoureur.

## Carrière

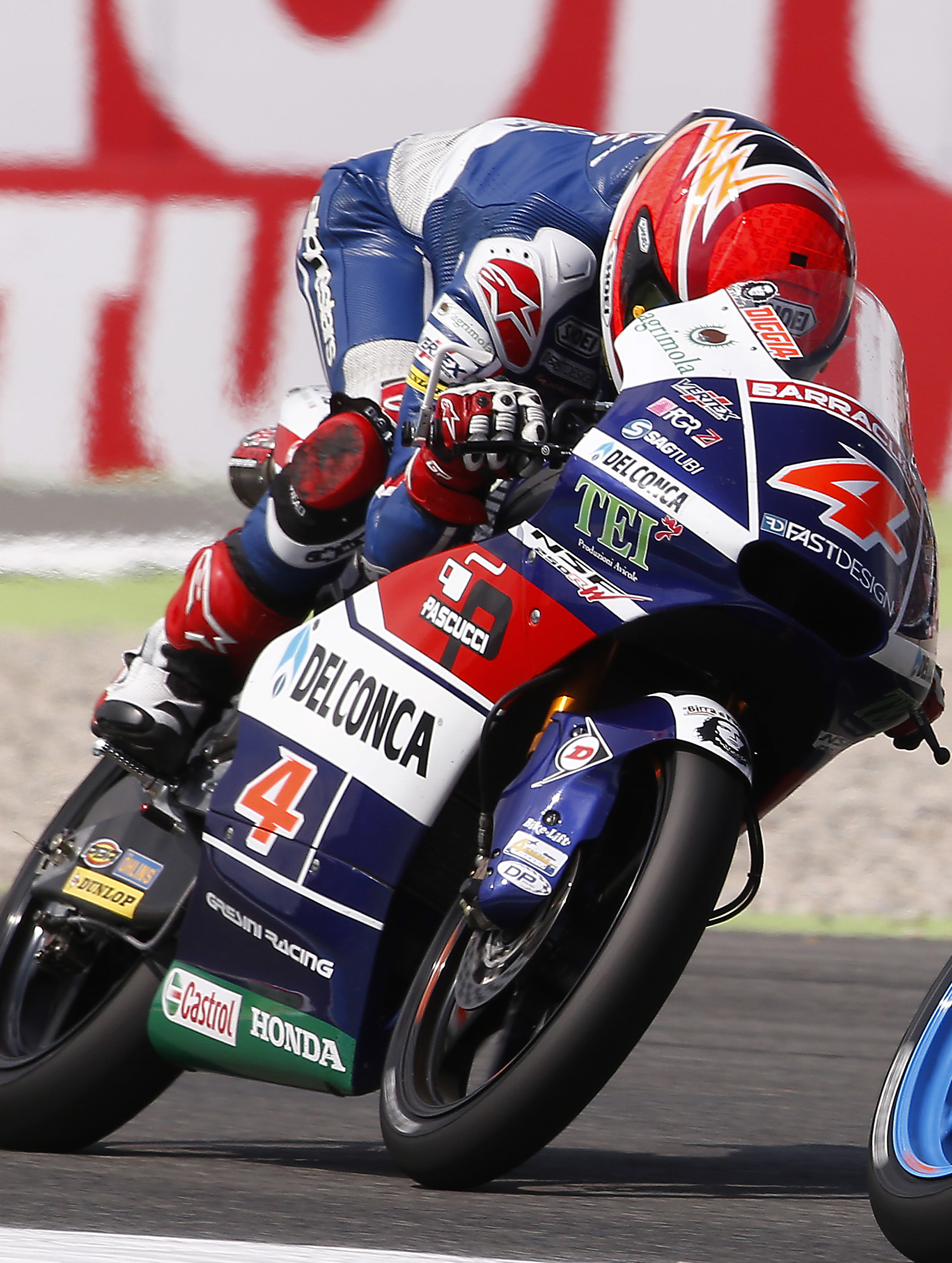
Fabio Di Giannantonio in de TT Assen 2016.

Di Giannantonio werd in 2009 kampioen in het Europees kampioenschap voor junioren. In 2010 won hij de Trofeo Honda HIRP in de 100cc-klasse en in 2012 werd hij kampioen in het Italiaanse 250cc-kampioenschap voor junioren. In 2014 debuteerde hij in de FIM MotoGP Rookies Cup, waar hij achtste werd met twee podiumplaatsen. In 2015 werd hij tweede in het Italiaanse Moto3-kampioenschap met twee overwinningen. Dat jaar keerde hij eveneens terug in de FIM MotoGP Rookies Cup en eindigde achter Bo Bendsneyder als tweede met drie zeges. Aan het eind van dat jaar maakte hij zijn debuut in de Moto3-klasse van het wereldkampioenschap wegrace als vervanger van de geblesseerde Andrea Locatelli bij het team Gresini Racing op een Honda tijdens de seizoensfinale in Valencia en werd hier 23e.
In 2016 maakte Di Giannantonio de fulltime overstap naar het wereldkampioenschap Moto3 bij Gresini, waar hij Enea Bastianini als teamgenoot kreeg. In de eerste vijf races scoorde hij geen punten, maar in zijn thuisrace behaalde hij direct het podium met een tweede plaats. Met nog twee podiumplaatsen tijdens de TT Assen en de Grand Prix van Tsjechië eindigde hij als zesde in het kampioenschap met 134 punten.
In 2017 bleef Di Giannantonio bij Gresini, maar kreeg in Jorge Martín een nieuwe teamgenoot. In de eerste seizoenshelft behaalde hij podiumplaatsen in Texas, Frankrijk en Italië en in de tweede helft stond hij in San Marino en Aragón op het podium. Met 153 punten verbeterde hij zichzelf naar de vijfde plaats in de eindstand.
In 2018 kwam Di Giannantonio voor een derde seizoen uit bij Gresini. Na een podiumplaats in Argentinië won hij oorspronkelijk in Frankrijk, maar deze zege werd hem afgenomen doordat hij een tijdstraf van twee seconden kreeg vanwege het te veel afsnijden van het circuit. Na een tweede podiumplaats in zijn thuisrace behaalde hij uiteindelijk wel zijn eerste zege in Tsjechië.

## Statistieken

### Grand Prix

#### Per seizoen
| Seizoen | Klasse | Motor    | Team                              | Races | Winst | Podiums | Poles | SR | Ptn  | Pos |
| ------- | ------ | -------- | --------------------------------- | ----- | ----- | ------- | ----- | -- | ---- | --- |
| 2015    | Moto3  | Honda    | Gresini Racing Moto3              | 1     | 0     | 0       | 0     | 0  | 0    | NC  |
| 2016    | Moto3  | Honda    | Gresini Racing Moto3              | 18    | 0     | 3       | 0     | 0  | 134  | 6e  |
| 2017    | Moto3  | Honda    | Del Conca Gresini Moto3           | 18    | 0     | 5       | 0     | 2  | 153  | 5e  |
| 2018    | Moto3  | Honda    | Del Conca Gresini Moto3           | 18    | 2     | 6       | 0     | 1  | 218  | 2e  |
| 2019    | Moto2  | Speed Up | Speed Up Racing                   | 19    | 0     | 2       | 1     | 0  | 108  | 9e  |
| 2020    | Moto2  | Speed Up | Speed Up Racing                   | 15    | 0     | 2       | 0     | 0  | 65   | 15e |
| 2021    | Moto2  | Kalex    | Federal Oil Gresini Moto2         | 18    | 1     | 4       | 0     | 0  | 161  | 7e  |
| 2022    | MotoGP | Ducati   | Gresini Racing MotoGP             | 20    | 0     | 0       | 1     | 0  | 24   | 20e |
| 2023    | MotoGP | Ducati   | Gresini Racing MotoGP             | 20    | 1     | 2       | 0     | 0  | 151  | 12e |
| 2024    | MotoGP | Ducati   | Pertamina Enduro VR46 Racing Team | 17    | 0     | 0       | 0     | 1  | 165  | 10e |
| 2025*   | MotoGP | Ducati   | Pertamina Enduro VR46 Racing Team | 13    | 0     | 2       | 0     | 0  | 144  | 6e  |
| Totaal  | Totaal | Totaal   | Totaal                            | 177   | 4     | 26      | 2     | 4  | 1323 |     |

#### Per klasse
| Klasse | Seizoenen  | 1e GP         | 1e podium      | 1e winst      | Races | Winst | Podiums | Poles | SR | Ptn  | Kampioen |
| ------ | ---------- | ------------- | -------------- | ------------- | ----- | ----- | ------- | ----- | -- | ---- | -------- |
| Moto3  | 2015-2018  | Valencia 2015 | Italië 2016    | Tsjechië 2018 | 55    | 2     | 14      | 0     | 3  | 505  | 0        |
| Moto2  | 2019-2021  | Qatar 2019    | Tsjechië 2019  | Spanje 2021   | 52    | 1     | 8       | 1     | 0  | 334  | 0        |
| MotoGP | 2022-heden | Qatar 2022    | Australië 2023 | Qatar 2023    | 70    | 1     | 4       | 1     | 1  | 484  | 0        |
| Totaal | 2015-heden | 2015-heden    | 2015-heden     | 2015-heden    | 177   | 4     | 26      | 2     | 4  | 1323 | 0        |

#### Races per jaar
(vetgedrukt betekent pole positie; cursief betekent snelste ronde; 1–9 betekent positie in de sprintrace)
| Jaar | Klasse | Motor    | 1       | 2       | 3       | 4       | 5       | 6       | 7       | 8       | 9       | 10     | 11       | 12     | 13       | 14      | 15       | 16      | 17     | 18      | 19      | 20     | 21  | 22  | Pos | Ptn  |
| ---- | ------ | -------- | ------- | ------- | ------- | ------- | ------- | ------- | ------- | ------- | ------- | ------ | -------- | ------ | -------- | ------- | -------- | ------- | ------ | ------- | ------- | ------ | --- | --- | --- | ---- |
| 2015 | Moto3  | Honda    | QAT     | AME     | ARG     | SPA     | FRA     | ITA     | CAT     | NED     | DUI     | INP    | TSJ      | GBR    | SMR      | ARA     | JPN      | AUS     | MAL    | VAL 23  |         |        |     |     | NC  | 0    |
| 2016 | Moto3  | Honda    | QAT 26  | ARG 25  | AME 17  | SPA DNF | FRA 17  | ITA 2   | CAT 9   | NED 2   | DUI 5   | OOS 8  | TSJ 3    | GBR 6  | SMR 10   | ARA 4   | JPN 5    | AUS DNF | MAL 15 | VAL 5   |         |        |     |     | 6   | 134  |
| 2017 | Moto3  | Honda    | QAT 8   | ARG DNF | AME 3   | SPA 5   | FRA 3   | ITA 2   | CAT 7   | NED DNF | DUI 11  | TSJ 21 | OOS 6    | GBR 10 | SMR 3    | ARA 2   | JPN 7    | AUS DNF | MAL 9  | VAL DNF |         |        |     |     | 5   | 153  |
| 2018 | Moto3  | Honda    | QAT 6   | ARG 3   | AME 5   | SPA 7   | FRA 4   | ITA 3   | CAT 7   | NED 9   | DUI DNF | TSJ 1  | OOS 11   | GBR C  | SMR 3    | ARA 4   | THA 1    | JPN DNF | AUS 2  | MAL 6   | VAL 4   |        |     |     | 2   | 218  |
| 2019 | Moto2  | Speed Up | QAT 11  | ARG DNF | AME DNF | SPA 12  | FRA 12  | ITA 10  | CAT DNF | NED 11  | DUI 4   | TSJ 2  | OOS 14   | GBR 6  | SMR 2    | ARA 11  | THA 18   | JPN 11  | AUS 14 | MAL DNF | VAL 9   |        |     |     | 9   | 108  |
| 2020 | Moto2  | Speed Up | QAT 13  | SPA DNF | AND 18  | TSJ 16  | OOS 21  | STI 18  | SMR 7   | EMI 8   | CAT 3   | FRA 7  | ARA DNF  | TER 2  | EUR DNF  | VAL DNF | POR DNF  |         |        |         |         |        |     |     | 15  | 65   |
| 2021 | Moto2  | Kalex    | QAT 3   | DOH 10  | POR 11  | SPA 1   | FRA 8   | ITA DNF | CAT DNF | DUI 4   | NED DNF | STI 13 | OOS 12   | GBR 5  | ARA 6    | SMR 9   | AME 2    | EMI 8   | ALG 11 | VAL 2   |         |        |     |     | 7   | 161  |
| 2022 | MotoGP | Ducati   | QAT 17  | INA 18  | ARG DNF | AME 21  | POR DNF | SPA 18  | FRA 13  | ITA 11  | CAT DNF | DUI 8  | NED 14   | GBR 22 | OOS 11   | SMR 20  | ARA 19   | JPN 17  | THA 18 | AUS 20  | MAL DNF | VAL 15 |     |     | 20  | 24   |
| 2023 | MotoGP | Ducati   | POR DNF | ARG 10  | AME 9   | SPA 12  | FRA 8   | ITA 14  | DUI 9   | NED DNF | GBR 13  | OOS 17 | CAT 10   | SMR 17 | IND DNF  | JPN 8   | INA 46   | AUS 3   | THA 9  | MAL 9   | QAT 12  | VAL 46 |     |     | 12  | 151  |
| 2024 | MotoGP | Ducati   | QAT 7   | POR 10  | AME 6   | SPA 7   | FRA 67  | CAT 56  | ITA 7   | NED 45  | DUI DNF | GBR 59 | OOS DNS  | ARA 8  | SMR 9    | EMI 14  | INA DNF9 | JPN 86  | AUS 47 | THA 48  | MAL     | SOL    |     |     | 10  | 165  |
| 2025 | MotoGP | Ducati   | THA 10  | ARG 5   | AME 34  | QAT 166 | SPA 56  | FRA 87  | GBR 93  | ARA 96  | ITA 35  | NED 64 | DUI DNF4 | TSJ 16 | OOS DNF8 | HON     | CAT      | SMR     | JPN    | INA     | AUS     | MAL    | POR | VAL | 6*  | 144* |

* Seizoen nog bezig.